# Royal Palace (cabaret)
Pour les articles homonymes, voir Royal Palace.
Le Royal Palace est situé dans le petit village alsacien  de Kirrwiller, commune française de la plaine d'Alsace au nord-ouest de Strasbourg, dans la circonscription administrative du Bas-Rhin et, depuis le 1er janvier 2021, dans le territoire de la Collectivité européenne d'Alsace, en région Grand Est.
Cette commune se trouve dans la région historique et culturelle d'Alsace, aux portes du parc naturel régional des Vosges du Nord.
Le Royal Palace est considéré comme le deuxième plus grand cabaret de France.

## Histoire
Lucie Adam a eu l'idée la première d'agrandir l'auberge familiale en y ajoutant une piste de danse. De 1948 à 1975, l'affaire a plutôt bien marché mais la concurrence des discothèques a fini par avoir raison du dancing. En 1980 son fils, Pierre Meyer, prend la direction des lieux à 28 ans et tente le tout pour le tout et de réaliser son rêve : faire du music-hall.

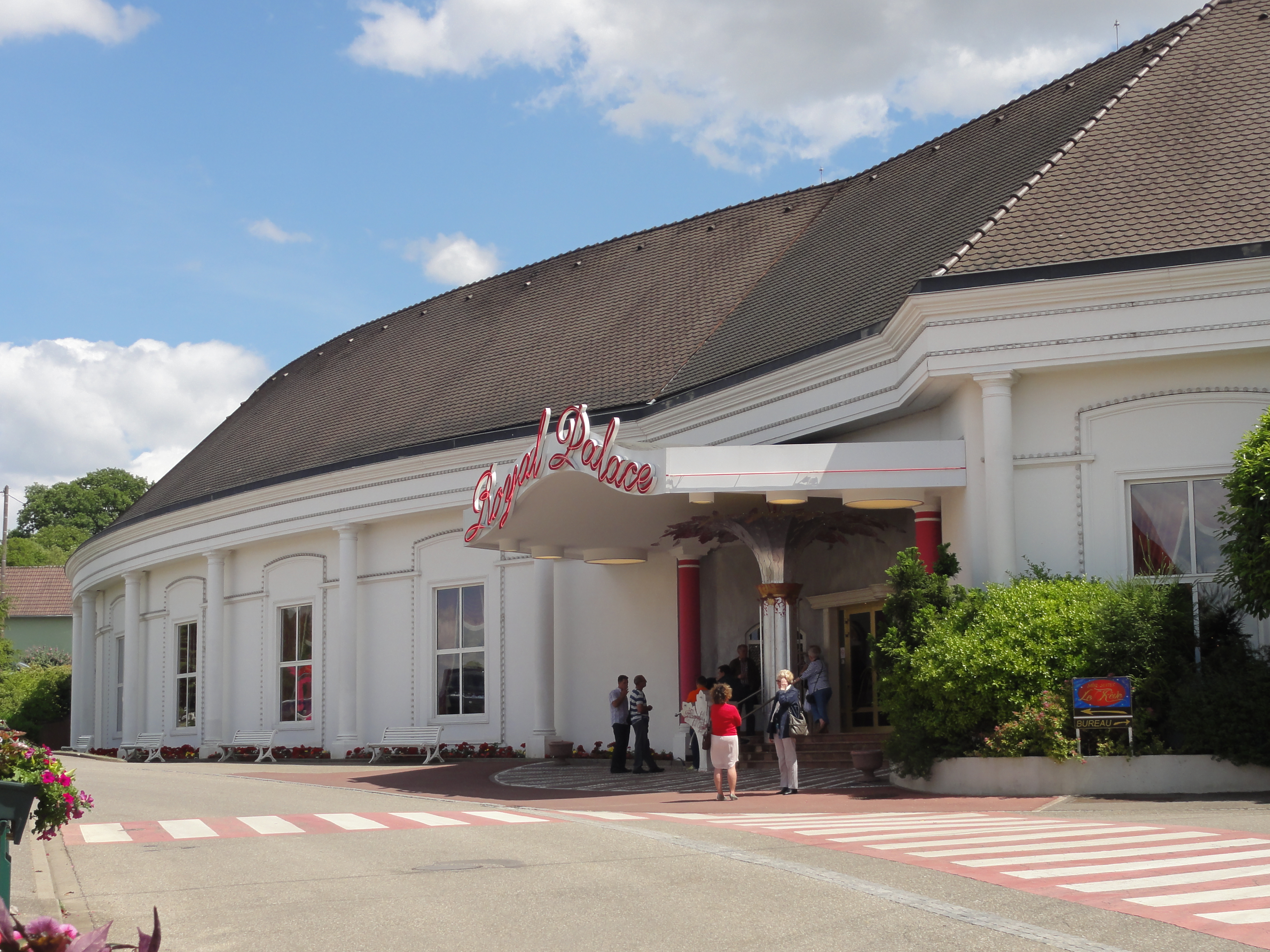
Royal Palace.

Beaucoup, dans ce village de 400 habitants, pensent alors que Pierre Meyer a perdu la tête. Il commence à organiser des soirées à thème inspirées des cabarets parisiens. Le dancing voit défiler à Kirrwiller des danseuses tahitiennes ou brésiliennes et même une strip-teaseuse. L'endroit se nomme alors le Music-Hall Adam-Meyer. En 1989, il investit dans une scène de 200 mètres carrés et sélectionne de mieux en mieux ses spectacles. Le cabaret connaît un succès grandissant hors des frontières régionales.
En 1994, Pierre Meyer fait venir à Kirrwiller les deux magiciens Siegfried et Roy qui, enthousiastes, l'invitent à Las Vegas. À la suite de ce voyage, Pierre Meyer fait construire un théâtre de 1 000 places et des cuisines dignes d'un grand restaurant. Le Royal Palace est né,.
Le Royal Palace est aujourd'hui l'un des trois plus grands music-hall de France avec le Moulin Rouge et le Lido. Il accueille 230 000 spectateurs tous les ans,.
Le 19 janvier 2015, le Royal Palace accueille l'élection de Miss Prestige National 2015.
Pour le 35e anniversaire de l'établissement, en septembre 2015, Patrick Sébastien, présentateur du « Plus Grand Cabaret du monde »  a été le parrain de son nouveau spectacle.
Avec sa réouverture, à la suite du confinement, à l'occasion de son 40e anniversaire, le 2 septembre 2021, le cabaret a présenté un nouveau spectacle.
Le Grand Concours des régions pour la meilleure danse folklorique de France 2023 animé par Cyril Féraud, avec la participation de Vincent Niclo, Caroline Margeridon, Laurent Luyat et Mareva Galanter, s'est également déroulé au Royal Palace,.
Le Grand Concours des régions réinvestit les lieux le 27 décembre 2024 pour élire la meilleure chorale de France. Toujours présenté par Cyril Féraud, le concours a sacré, par l'intermédiaire du jury composé de Vincent Niclo, Adeline Toniutti, Laurent Luyat et Magali Ripoll, la chorale Leszczynski du Grand-Est.